# 沙梨木
沙梨木（学名：Crateva nurvala）为山柑科鱼木属的植物。分布在印度尼西亚、印度以及中国大陆的广东、广西、云南、海南等地，生长于海拔1,000米的地区，一般生长在开阔地带的林中、平地、湖畔、溪边及不太干燥与湿润的气候条件下，目前尚未由人工引种栽培。

## 别名
刺籽鱼木（海南植物志）